# Хесперија
Хесперија (грч. Hesperia) је шумска нимфа из Троаде, кћерка речног бога Кебрена.

## Митологија
Хесперија је живела на обронцима брда Ида, и у њу се, због њене лепоте, а нарочито због њене предивне косе, заљубио Есак, син тројанског краља Пријама и његове жене нимфе Алексиреје. Када је Есак, једном приликом изненадио Хесперију на једној усамљеној ливади, она је почела бежати од њега и нагазила је на змију отровницу. Змија је угризла Хесперију и она је умрла. Есак, од жалости што је био узроком њене смрти, скочио је са високе стене у море, али није се утопио јер се богиња Тетија сажалила на њега и претворила га у птицу гњурца, који се стално, са великих висина баца у воду јер никада није прежалио смрт Хесперије. 
Прича о Хесперији позната је из Овидијевих Метармофоза и њено име није повезано са Хесперидама. Име Хеспериде, долази од речи грч. Hesper, што значи вечер, запад.